# Klosterneuburg
Klosterneuburg osztrák város Alsó-Ausztria Tullni járásában. 2022 januárjában 27 542 lakosa volt, amivel a tartomány harmadik legnagyobb városa. Klosterneuburg a 12. században alapított ágostonos apátságáról ismert.

## Elhelyezkedése

Klosterneuburg a Tullni járásban

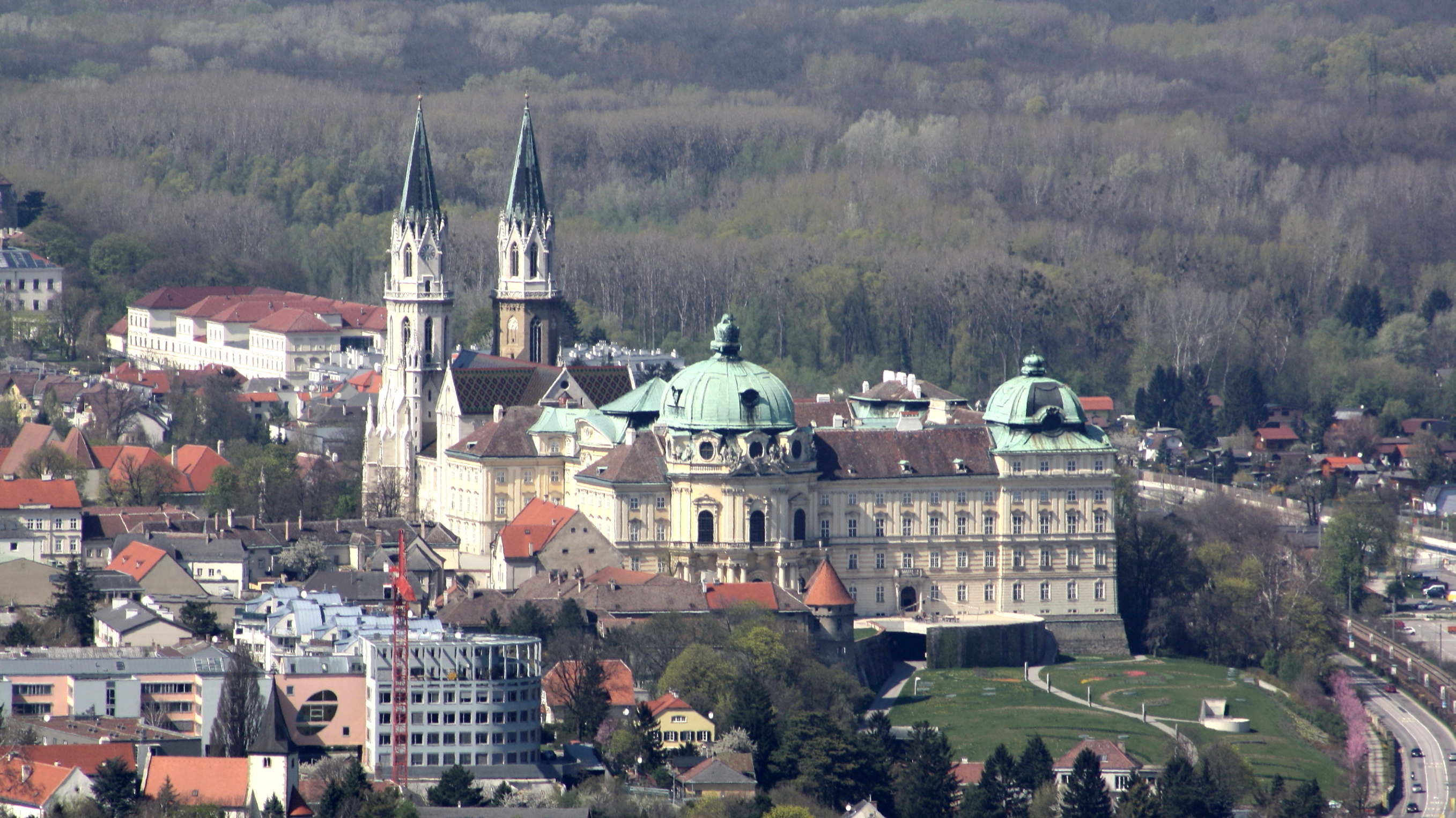
A klosterneuburgi apátság

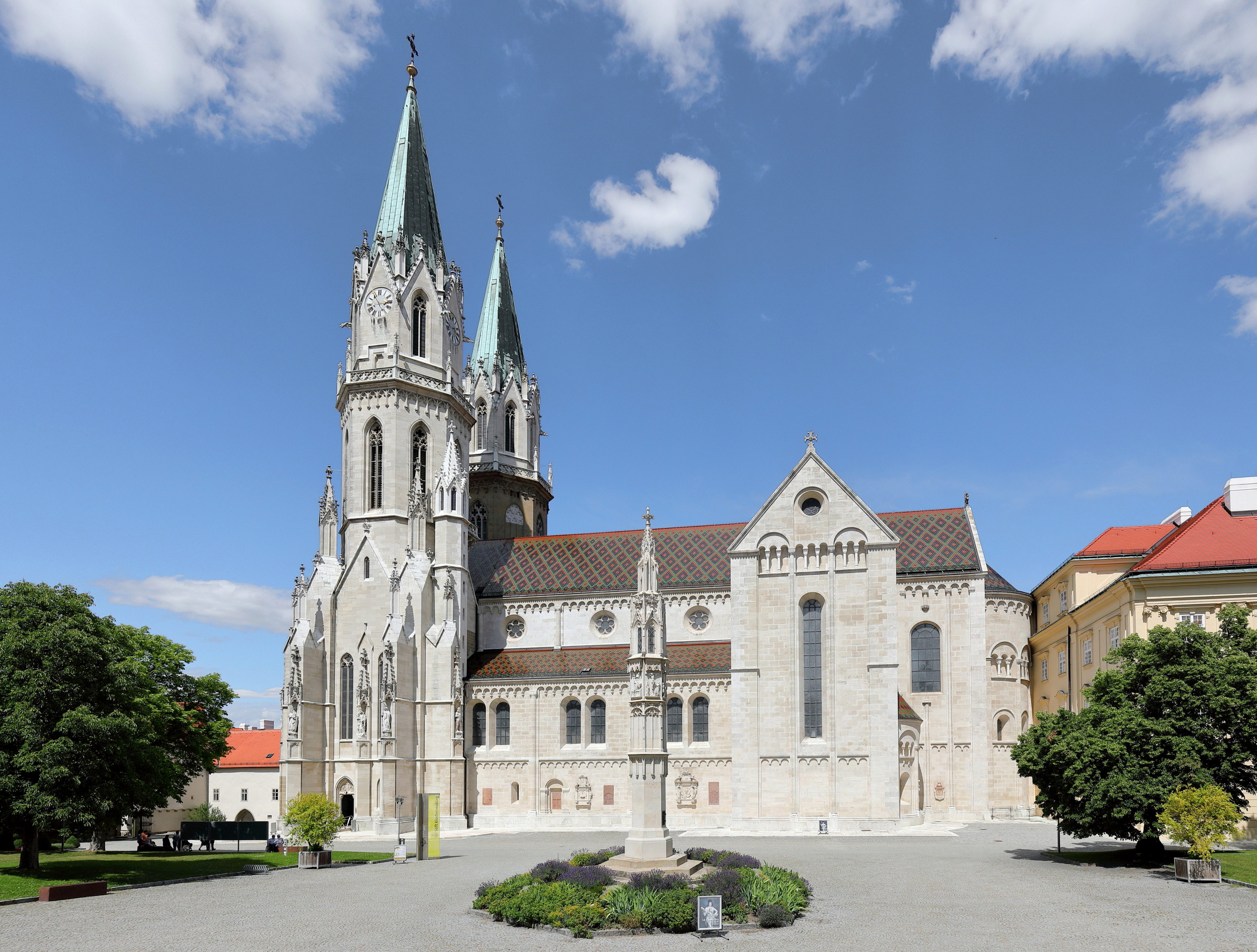
Az apátsági templom és a Tutz-oszlop

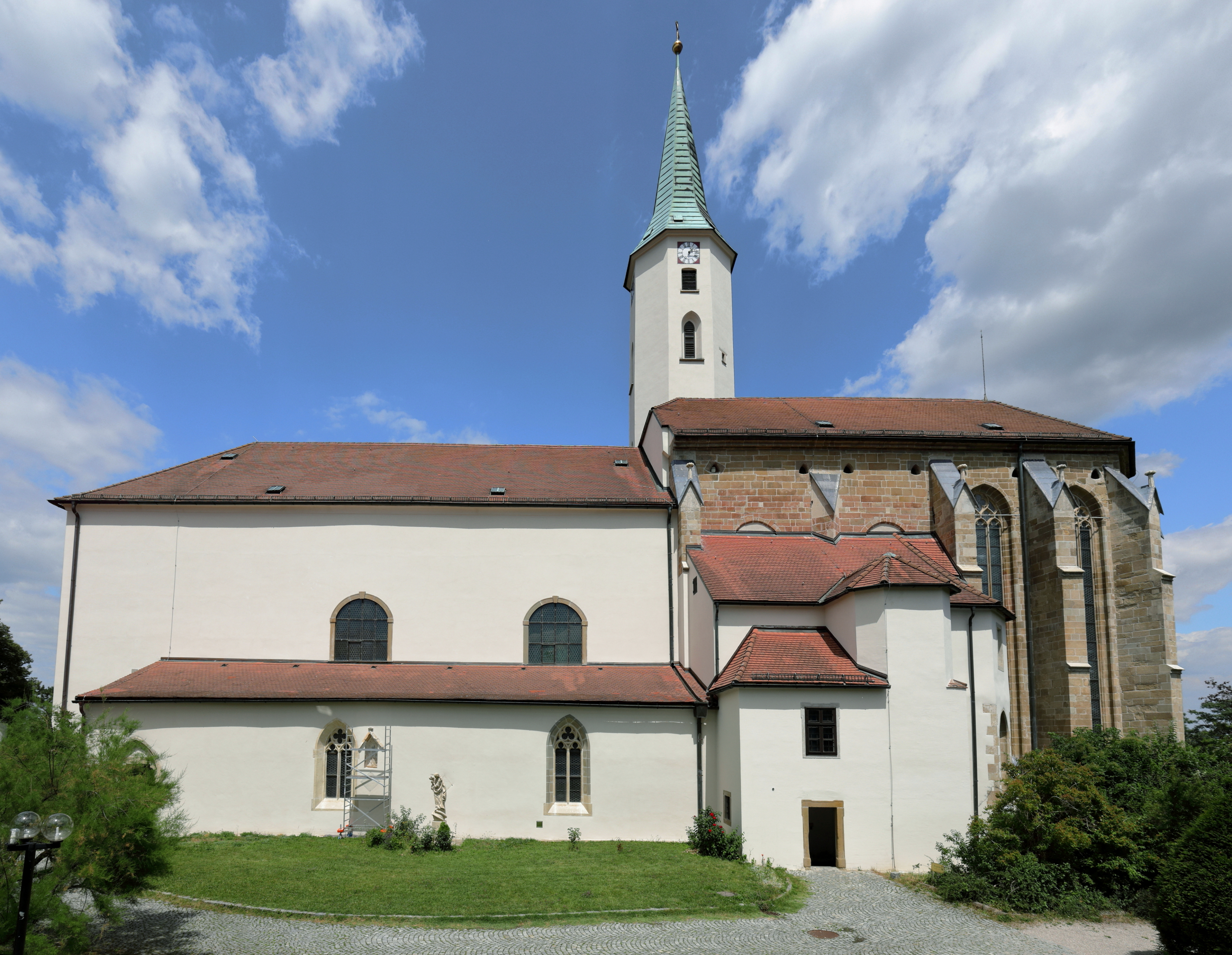
A Szt. Márton-plébániatemplom

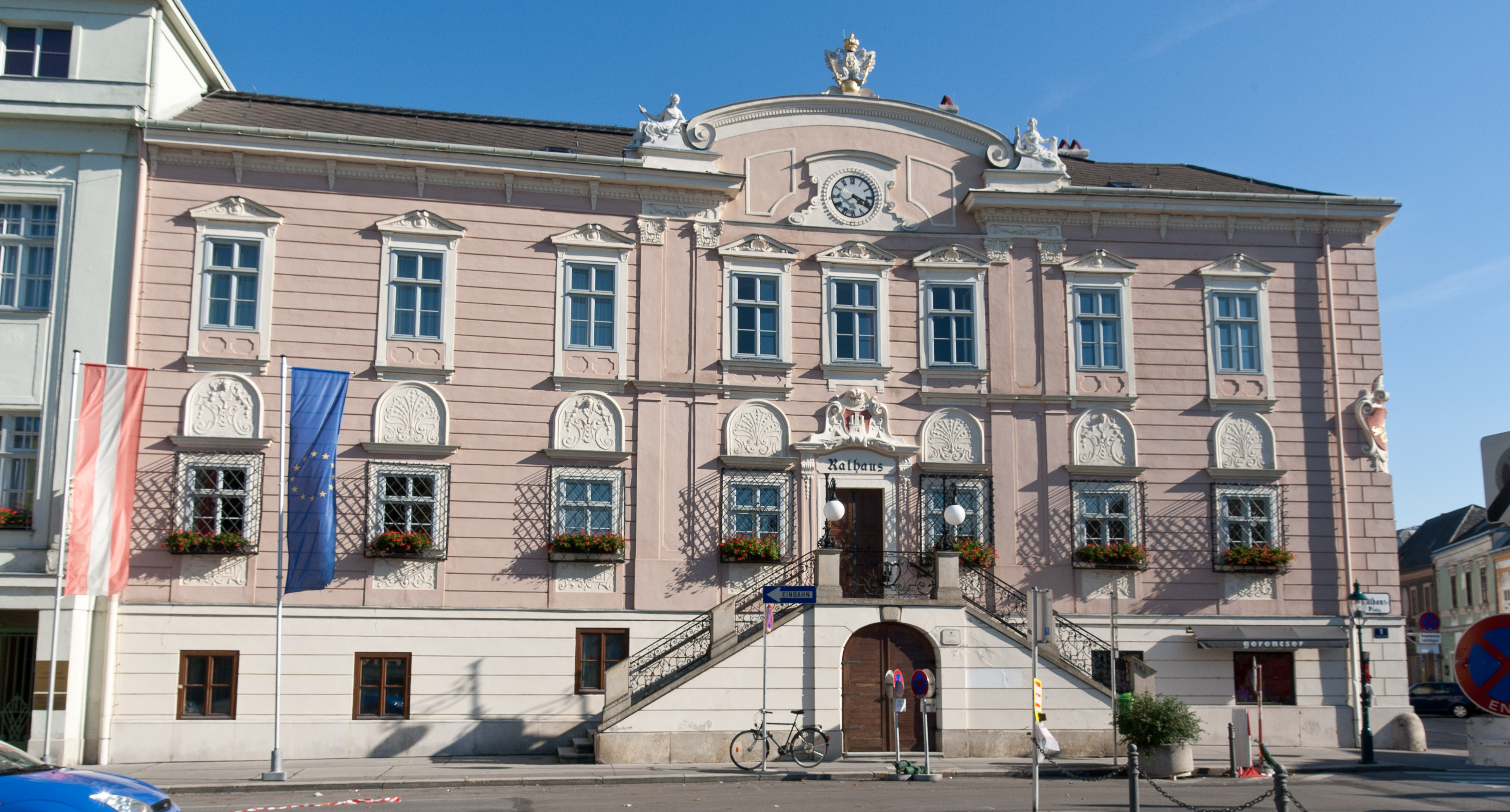
A városháza

Klosterneuburg a tartomány Industrieviertel régiójában fekszik (eltérően a járás többi részétől, amely a Mostviertelhez tartozik) a Duna jobb partján, közvetlenül északnyugatra Bécstől. Területének déli és nyugati pereme a Bécsi-erdőhöz tartozik; itt található legmagasabb pontja, az 516 méteres Exelberg is. Az Eichenhain natúrparkhoz tartozó erdei védettek. Területének 58,5%-a erdő, 14%-a kert, 11% áll egyéb mezőgazdasági művelés alatt. Az önkormányzat 7 települést egyesít: Höflein an der Donau (794 lakos 2022-ben), Kierling (3142), Klosterneuburg (15 953), Kritzendorf (2572), Maria Gugging (1348), Weidling (3212) és Weidlingbach (521).
A környező önkormányzatok: nyugatra Sankt Andrä-Wördern, északnyugatra Spillern, északra Leobendorf és Korneuburg, keletre Langenzersdorf, délkeletre Bécs 19. (Döbling) és 17. (Hernals), délre pedig 14. (Penzing) kerületei.

## Története
A római időkben a dunai limest védő segédcsapatoknak épült erőd a mai város helyén, amelyet feltehetően Arrianisnak hívtak. 
Miután Nagy Károly 803-ban meghódította az Avar Kaganátust, a régió a Frank Birodalomhoz, azon belül a Bajor Hercegséghez került. Egy bizonyos Omundesdorfban (talán a mai Klosterneuburgban) udvarház és Szt. Mártonnak szentelt templom is épült, de a Duna kanyarulatában fekvő fennsík bizonyított betelepítése csak a 11. században kezdődött el.
Klosterneuburg első említése 1108-ból származik, akkor még Nivvenburc (Neuenburg, Újvár) formában. A település 1113 körül kapott nagy jelentőséget, amikor III. Lipót osztrák őrgróf itt építette fel új rezidenciáját, 1114-ben pedig vára mellett monumentális templomot és collegiumot alapított a papok képzésére. A collegium 1133-ban ágostonos apátsággá alakult át. A folyó két partján elterülő település lakói a gyakori árvizek miatt egyre beljebb költöztek, míg Neuburg a 13. század elejére gyakorlatilag két részre, a kolostorira (ma Klosterneuburg) és városira (ma Korneuburg) szakadt. I. Albert herceg, aki 1288-ban Neuburgban várat épített magának, hivatalossá tette a szétválást és 1298-ban a kolostori résznek (bár az volt a régebbi) külön városjogot adományozott.  
A rosszul védhető alsóvárost (ahol ma a főtér és a Martin-negyed található) többször is megostromolták és kifosztották az ellenséges hadseregek; a lakosság ilyenkor a jól erődített felsővárosban talált menedéket. A felsőváros kis létszámú védereje ellenére képes volt kitartani Bécs 1683-as török ostromakor is.
1763-ban Wilhelm Rudolph von Ripke Klosterneuburgban alapította Ausztria első hajógyárát. VI. Károly császár az apátságot egyfajta osztrák Escoriallá, uralkodói kolostorrezidenciává szerette volna átalakítani, de halála után a munkálatok lelassultak és 1842-ben végleg leálltak. A tervezett négy belső udvarból csak egy, a kilenc kupolából csak kettő készült el. A napóleoni háborúk során a franciák 1805-ben és 1809-ben is elfoglalták a várost. 1805. december 20-án Napóleon is az apátságban szállt meg. 
Klosterneuburg a 19. század közepéig 5 ezer fős, főleg bortermelésből élő városka maradt, de a bécsi közlekedési lehetőségek kiépülésével egyre több bécsi polgár költözött ki ide. Az ország egyik első trolibuszvonala itt épült ki a klosterneuburgi vasútállomás és Weidling között. Az 1930-as években a lakosok száma meghaladta a 15 ezret. 1924-ben utcai harcokra került sor, amikor nemzetiszocialista provokatőrök megtámadták a sportrendezvényt tartó szociáldemokratákat; eközben lövések is eldördültek. Az 1938-as Anschlusst követően létrehozták Nagy-Bécset és Klosterneuburgot a korábbi főváros 26. kerületéhez csatolták. Önállóságát 1954-ben nyerte vissza; azonban a szintén Bécshez csatolt, korábban önálló Gugging, Kierling, Höflein, Kritzendorf, Weidling és Weidlingbach községek Klosterneuburg önkormányzata alatt maradtak. A várost a Bécskörnyéki járáshoz kapcsolták, amelynek 1911-től a székhelye is volt. 2016-ban a járást megszüntették, Klosterneuburg pedig a Tullni járáshoz került át. A járáson belüli önállóságát azonban a polgári hivatal itteni fiókintézménye mutatja, valamint az, hogy az itt regisztrált autók rendszáma nem a TU, hanem a KG járási kódot kapja.     

## Lakosság
A klosterneuburgi önkormányzat területén 2022 januárjában 27 542 fő élt. A lakosságszám 1971 óta gyarapodó tendenciát mutat. 2020-ban az ittlakók 85,4%-a volt osztrák állampolgár; a külföldiek közül 4,7% a régi (2004 előtti), 4% az új EU-tagállamokból érkezett. 2,3% az egykori Jugoszlávia (Szlovénia és Horvátország nélkül) vagy Törökország, 3,6% egyéb országok polgára volt. 2001-ben a lakosok 66,4%-a római katolikusnak, 7,6% evangélikusnak, 1,9% ortodoxnak, 1,9% mohamedánnak, 17,2% pedig felekezeten kívülinek vallotta magát. Ugyanekkor 127 magyar élt a városban; a legnagyobb nemzetiségi csoportot a németek (90,7%) mellett a szerbek alkották 1,6%-kal.
A népesség változása:

| 2016 | 26 750 |
| 2018 | 27 058 |

## Látnivalók

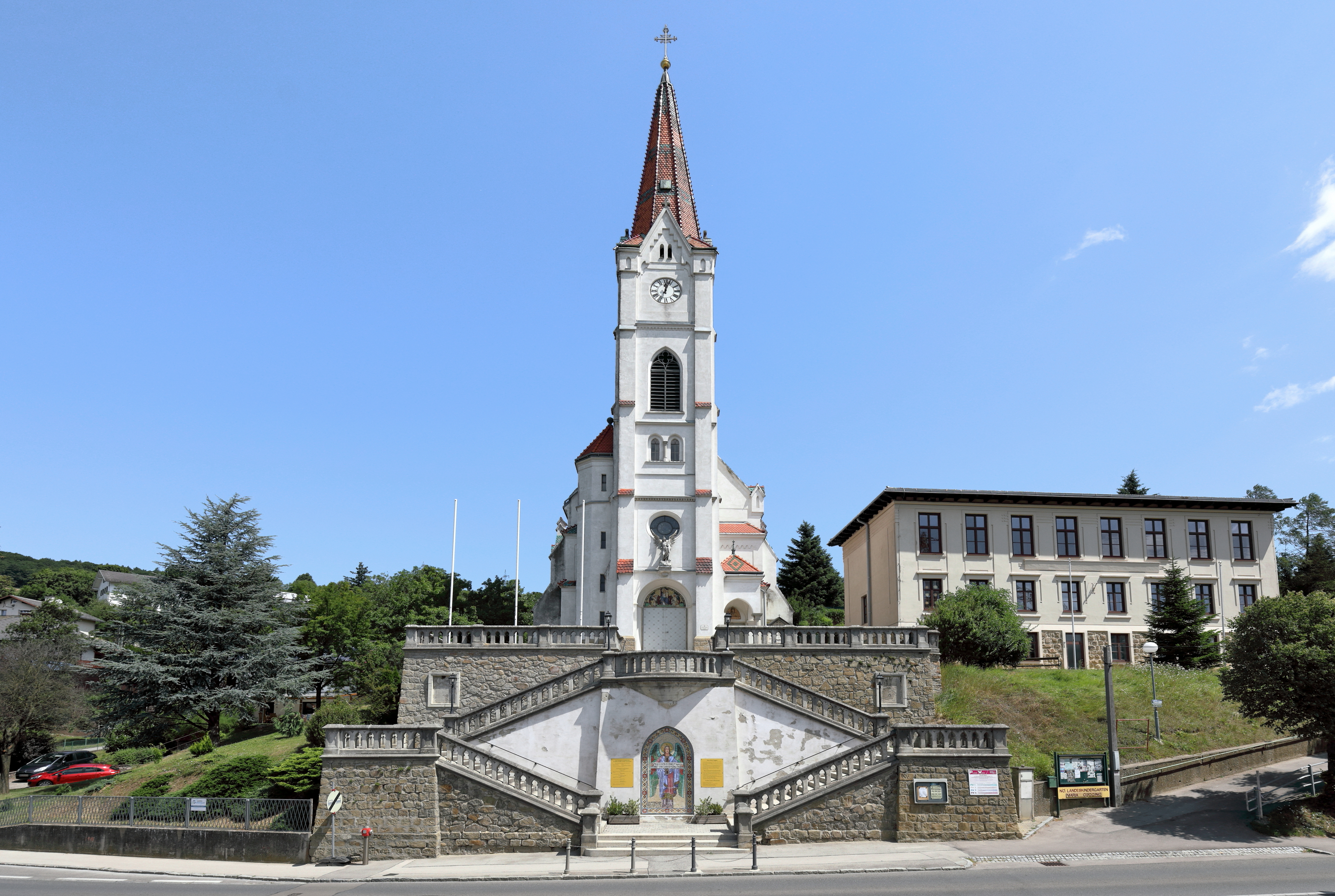
A Maria Gugging-i plébániatemplom

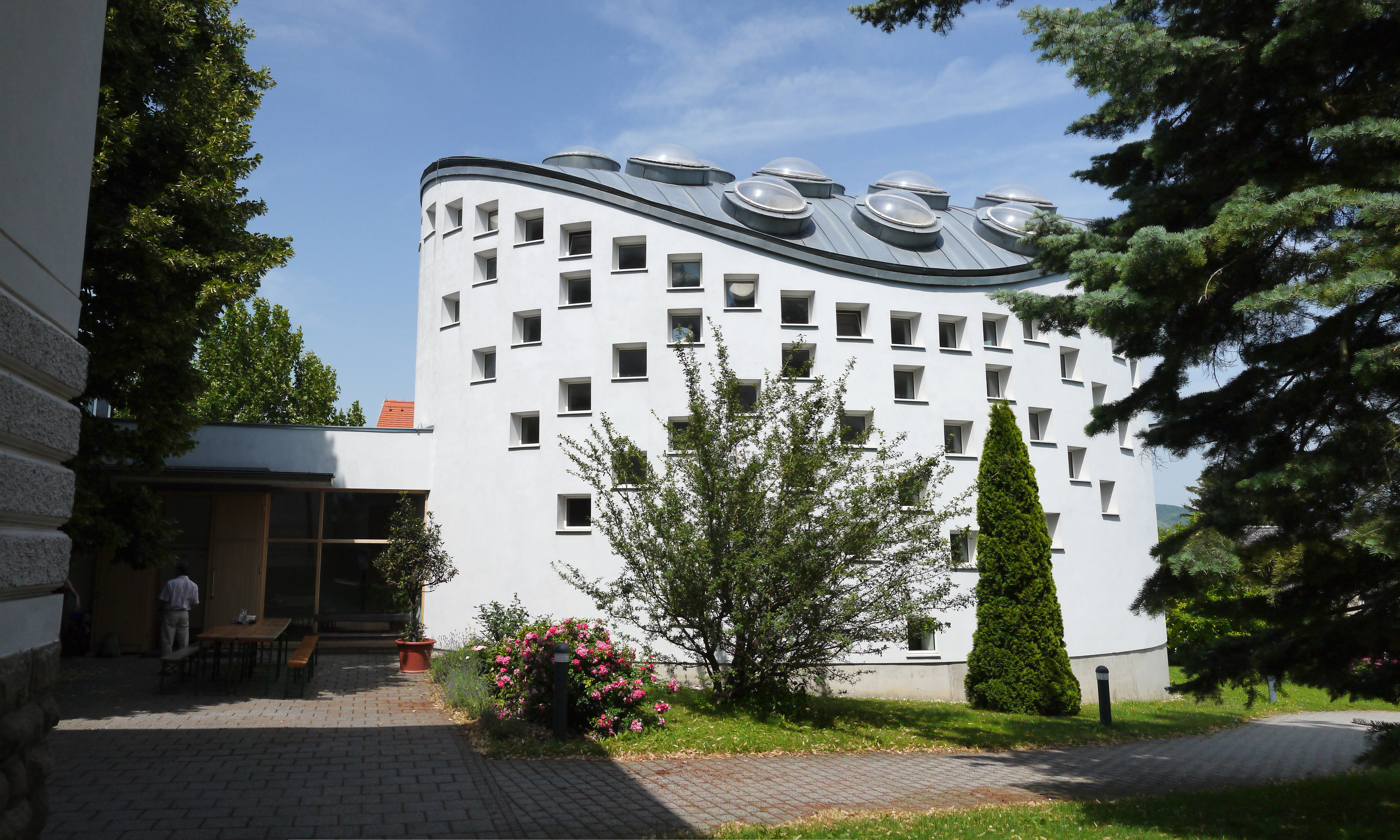
Az evangélikus templom

- a klosterneuburi apátság 1730-1834 között épült impozáns barokk épülete messzire ellátszik a környéken. A kolostorhoz tartozó eredetileg gótikus templom belső terét barokk stílusban építették át. Híres egyházművészeti gyűjteményének legszebb darabjai késő gótikus oltárképek (Verduni oltár). A kolostor könyvtára 45 000 kötetet, köztük sok ritkaságot és kéziratot is tartalmaz. Az apátságban őrzik Corvin János anyjának, Edelpeck Borbálának 1491-ben pergamenre írt végrendeletét, és Bonfini Magyar Krónika-jának (1545) egy példányát is.
- a guggingi modern művészeti múzeum
- a morva-sziléziai múzeum
- a Szt. Márton-plébániatemplom
- az apátsági templom melletti, 1381-ben emelt gótikus Tutz-oszlop
- az 1995-ben épült evangélikus templom

## Testvértelepülések
- Göppingen (Németország)

## Híres klosterneuburgiak
- Johann Georg Albrechtsberger (1736–1809), zeneszerző
- O. W. Fischer (1915–2004), színész
- Freisingi Ottó (kb. 1112–1158), püspök, történetíró
- Hans Ledwinka (1878–1967), autókonstruktőr
- Karl Rahm (1907–1947), a theresienstadti koncentrációs parancsnoka
- Gerhard Seibold (1943-), olimpiai bronzérmes kajakozó

## Fordítás
- Ez a szócikk részben vagy egészben  a   Klosterneuburg című német Wikipédia-szócikk ezen változatának fordításán alapul.  Az eredeti cikk szerkesztőit annak laptörténete sorolja fel. Ez a jelzés csupán a megfogalmazás eredetét és a szerzői jogokat jelzi, nem szolgál a cikkben szereplő információk forrásmegjelöléseként.